# شونسوکه اودا
شونسوکه اودا (انگلیسی: Shunsuke Ueda؛ زادهٔ ۴ آوریل ۱۹۸۸) بازیکن فوتبال اهل ژاپن است.